# Leal (Dakota del Nord)
Leal è un centro abitato (city) degli Stati Uniti, situato nella Contea di Barnes nello Stato del Dakota del Nord. Nel censimento del 2000 la popolazione era di 36 abitanti. La città è stata fondata nel 1892.

## Geografia fisica
Secondo i rilevamenti dell'United States Census Bureau, la località di Leal si estende su una superficie di 0,30 km², tutti occupati da terre.

## Popolazione
Secondo il censimento del 2000, a Leal vivevano 36 persone, ed erano presenti 11 gruppi familiari. La densità di popolazione era di 105 ab./km². Nel territorio comunale si trovavano 12 unità edificate. Per quanto riguarda la composizione etnica degli abitanti, il 100% era bianco.
Per quanto riguarda la suddivisione della popolazione in fasce d'età, il 38,9% era al di sotto dei 18, il 5,6% fra i 18 e i 24, il 27,8% fra i 25 e i 44, il 19,4% fra i 45 e i 64, mentre infine l'8,3% era al di sopra dei 65 anni di età. L'età media della popolazione era di 34 anni. Per ogni 100 donne residenti vivevano 63,6 maschi.